# 罗伯特·沃德斯
罗伯特·沃德斯（Robert Wolders，1936年9月28日—2018年7月12日）是一位荷兰演员，曾在美国拍摄电视剧《Flipper》等。

## 生平

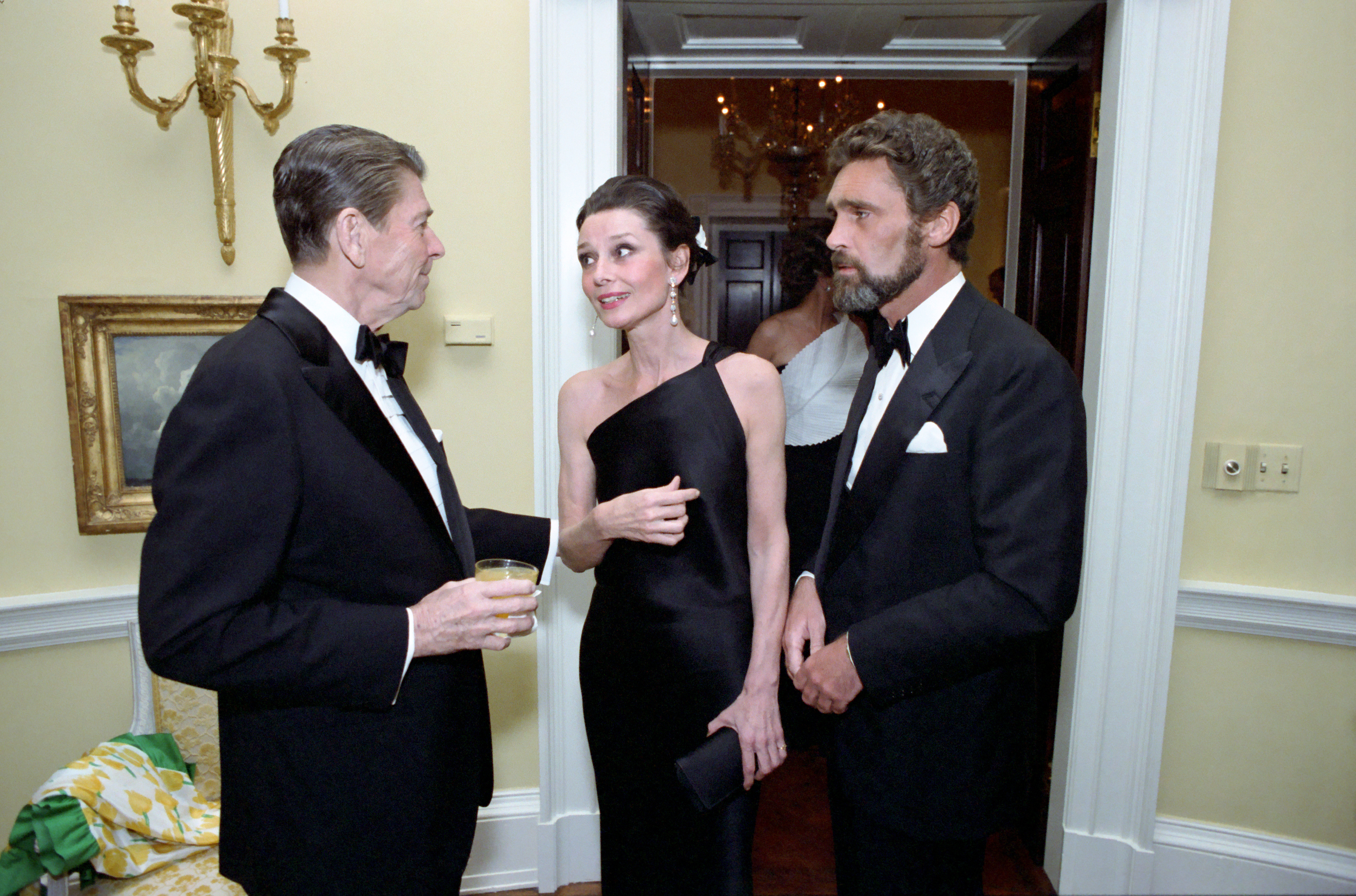
与奥黛丽·赫本及美国总统罗纳德·里根，1981年

他出生于荷兰鹿特丹，母亲是位女演员。他年轻时前往美国，就读于罗彻斯特大学、美國戲劇藝術學院。1965年，他出演NBC的电视剧《Flipper》，1973年与梅尔·奥勃朗在电影《Interval》片场结识，1975年结婚后息影。
1980年，沃德斯与奥黛丽·赫本交往，直至赫本于1993年去世，赫本很喜欢他，带着他出席各种活动。1994年到1995年，他和莱斯莉·卡伦交往。
1995年，沃德斯开始与亨利·方达的遗孀雪莉·方达交往。
他于2018年7月12日去世，享壽81岁。